# Record d'Europe de natation messieurs du 100 mètres nage libre
Progression du record du monde de natation sportive messieurs pour l'épreuve du 100 mètres nage libre en bassin de 50 et 25 mètres.

## Bassin de 50 mètres
| Temps                                                                          | Athlète                   | Naissance | Âge | Nationalité                       | Compétition                       | Lieu                | Date              |
| ------------------------------------------------------------------------------ | ------------------------- | --------- | --- | --------------------------------- | --------------------------------- | ------------------- | ----------------- |
| 1 min 05 s 8 RM                                                                | Zoltán Halmay             | 1881      | 24  | Hongrie                           |                                   | Vienne              | 3 décembre 1905   |
| 1 min 02 s 4 RM                                                                | Kurt Bretting             | 1892      | 20  | Empire allemand                   |                                   | Bruxelles           | 6 avril 1912      |
| 1 min 00 s 0                                                                   | Arne Borg                 | 1901      | 26  | Suède                             |                                   | Bologne             | 4 septembre 1927  |
| 59 s 8                                                                         | Istvan Barany             | 1907      | 21  | Hongrie                           |                                   | Amsterdam           | 11 août 1928      |
| 58 s 6                                                                         | Istvan Barany             | 1907      | 22  | Hongrie                           |                                   | Munich              | 29 octobre 1929   |
| 58 s 4                                                                         | Istvan Barany             | 1907      | 24  | Hongrie                           |                                   | Budapest            | 12 mai 1931       |
| 57 s 8                                                                         | Ferenc Csik               |           |     | Hongrie                           |                                   | Budapest            | 20 août 1935      |
| 56 s 8                                                                         | Helmuth Fischer           |           |     | Reich allemand                    |                                   | Berlin              | 26 avril 1936     |
| 56 s 7                                                                         | Alex Jany                 | 1929      | 17  | France                            |                                   | Marseille           | 12 juin 1946      |
| 56 s 6                                                                         | Alex Jany                 | 1929      | 17  | France                            |                                   | Marseille           | 18 septembre 1946 |
| 56 s 2                                                                         | Alex Jany                 | 1929      | 18  | France                            |                                   | Monaco              | 10 septembre 1947 |
| 55 s 8 RM                                                                      | Alex Jany                 | 1929      | 18  | France                            |                                   | Menton              | 15 septembre 1947 |
| À partir de 1956 seuls les records effectués en bassin de 50 m sont homologués |                           |           |     |                                   |                                   |                     |                   |
| 56 s 1                                                                         | Paolo Pucci               |           |     | Italie                            |                                   | Budapest            | 31 août 1958      |
| 55 s 8                                                                         | Gyula Dobai               |           |     | Hongrie                           |                                   | Budapest            | 31 juillet 1960   |
| 55 s 5                                                                         | Per-Ola Lindberg          |           |     | Suède                             |                                   | Halmstad            | 9 août 1961       |
| 55 s 0                                                                         | Alain Gottvallès          | 1942      | 20  | France                            |                                   | Thionville          | 10 août 1962      |
| 54 s 4                                                                         | Bobby McGregor            |           |     | Royaume-Uni                       |                                   | Blackpool           | 13 juillet 1963   |
| 54 s 3                                                                         | Per-Ola Lindberg          |           |     | Suède                             |                                   | Båstad              | 18 juillet 1963   |
| 54 s 1                                                                         | Bobby McGregor            |           |     | Royaume-Uni                       |                                   | Blackpool           | 31 août 1963      |
| 54 s 0                                                                         | Bobby McGregor            |           |     | Royaume-Uni                       |                                   | Blackpool           | 13 septembre 1963 |
| 53 s 9                                                                         | Bobby McGregor            |           |     | Royaume-Uni                       |                                   | Londres             | 22 août 1964      |
| 52 s 9 RM                                                                      | Alain Gottvallès          | 1942      | 22  | France                            |                                   | Budapest            | 13 septembre 1964 |
| 52 s 8                                                                         | Michel Rousseau           | 1949      | 21  | France                            | Championnats d'Europe             | Barcelone           | 5 septembre 1970  |
| 52 s 7                                                                         | Michel Rousseau           | 1949      | 22  | France                            | Championnats de France            | Paris               | 31 juillet 1971   |
| 52 s 6                                                                         | Michel Rousseau           | 1949      | 23  | France                            |                                   | Vittel              | 15 juillet 1972   |
| 52 s 51                                                                        | Vladimir Bure             | 1950      | 22  | Union soviétique                  |                                   | Moscou              | 14 août 1972      |
| 52 s 26                                                                        | Vladimir Bure             | 1950      | 22  | Union soviétique                  | Jeux olympiques (r)               | Munich              | 28 août 1972      |
| 51 s 77                                                                        | Vladimir Bure             | 1950      | 22  | Union soviétique                  | Jeux olympiques (f)               | Munich              | 3 septembre 1972  |
| 51 s 36                                                                        | Vladimir Bure             | 1950      | 25  | Union soviétique                  |                                   | Léningrad           | 25 février 1975   |
| 51 s 32                                                                        | Vladimir Bure             | 1950      | 25  | Union soviétique                  |                                   | Cali                | 28 juillet 1975   |
| 51 s 31                                                                        | Peter Nocke               | 1955      | 21  | Allemagne de l'Ouest              |                                   | Montréal            | 25 juillet 1976   |
| 51 s 25                                                                        | Marcello Guarducci        |           |     | Italie                            |                                   | Chiavari            | 8 septembre 1977  |
| 50 s 79                                                                        | Klaus Steinbach           | 1952      | 26  | Allemagne de l'Ouest              | Championnats du monde             | Berlin-Ouest        | 1978              |
| 50 s 55                                                                        | Jorg Woithe               | 1963      | 17  | Allemagne de l'Est                |                                   | Magdeburg           | 1980              |
| 50 s 49                                                                        | Jorg Woithe               | 1963      | 17  | Allemagne de l'Est                |                                   | Moscou              | 1980              |
| 50 s 21                                                                        | Jorg Woithe               | 1963      | 17  | Allemagne de l'Est                |                                   | Moscou              | 1980              |
| 50 s 14                                                                        | Jorg Woithe               | 1963      | 18  | Allemagne de l'Est                |                                   | Hambourg            | 1981              |
| 49 s 95                                                                        | Jorg Woithe               | 1963      | 19  | Allemagne de l'Est                |                                   | Moscou              | 1982              |
| 49 s 81                                                                        | Jorg Woithe               | 1963      | 19  | Allemagne de l'Est                | Championnats d'Allemagne de l'Est | Erfurt              | 29 mai 1982       |
| 49 s 60                                                                        | Jorg Woithe               | 1963      | 19  | Allemagne de l'Est                | Championnats du monde (s)         | Guayaquil           | 3 août 1982       |
| 49 s 58                                                                        | Jorg Woithe               | 1963      | 20  | Allemagne de l'Est                | Championnats d'Allemagne de RDA   | Gera                | 18 juin 1983      |
| 49 s 51                                                                        | Stéphan Caron             | 1966      | 21  | France                            | Championnats d'Europe (rs)        | Strasbourg          | 21 août 1987      |
| 49 s 35                                                                        | Stéphan Caron             | 1966      | 21  | France                            | Championnats d'Europe (rf)        | Strasbourg          | 21 août 1987      |
| 49 s 24                                                                        | Giorgio Lamberti          | 1969      | 20  | Italie                            | Championnats d'Europe             | Bonn                | 17 août 1989      |
| 49 s 18                                                                        | Stéphan Caron             | 1966      | 25  | France                            | Championnats de France (r)        | Millau              | 4 août 1991       |
| 49 s 18                                                                        | Alexander Popov           | 1971      | 20  | Union soviétique                  | Championnats d'Europe (f)         | Athènes             | 22 août 1991      |
| 49 s 02                                                                        | Alexander Popov           | 1971      | 21  | Communauté des États indépendants | Jeux olympiques (f)               | Barcelone           | 28 juillet 1992   |
| 48 s 93                                                                        | Alexander Popov           | 1971      | 22  | Russie                            | Mare Nostrum                      | Canet-en-Roussillon | 28 mai 1993       |
| 48 s 21 RM                                                                     | Alexander Popov           | 1971      | 23  | Russie                            | Mare Nostrum                      | Monaco              | 18 juin 1994      |
| 47 s 84 RM                                                                     | Pieter van den Hoogenband | 1978      | 22  | Pays-Bas                          | Jeux olympiques (d)               | Sydney              | 19 septembre 2000 |
| 47 s 60 RM                                                                     | Alain Bernard             | 1983      | 24  | France                            | Championnats d'Europe (d)         | Eindhoven           | 21 mars 2008      |
| 47 s 50 RM                                                                     | Alain Bernard             | 1983      | 24  | France                            | Championnats d'Europe             | Eindhoven           | 22 mars 2008      |
| 47 s 20 RM                                                                     | Alain Bernard             | 1983      | 25  | France                            | Jeux olympiques (d)               | Pékin               | 13 août 2008      |
| 46 s 94,                                                                       | Alain Bernard             | 1983      | 25  | France                            | Championnats de France (d)        | Montpellier         | 23 avril 2009     |
| 47 s 15                                                                        | Frédérick Bousquet        | 1981      | 28  | France                            | Championnats de France (f)        | Montpellier         | 24 avril 2009     |
| 47 s 12                                                                        | Alain Bernard             | 1983      | 26  | France                            | Championnats du monde (f)         | Rome                | 30 juillet 2009   |
| 47 s 11                                                                        | Kliment Kolesnikov        | 2000      | 21  | Russie                            | Jeux olympiques (d)               | Tokyo               | 28 juillet 2021   |
| 46 s 98                                                                        | David Popovici            | 2004      | 17  | Roumanie                          | Championnats d'Europe (d)         | Rome                | 12 août 2022      |
| 46 s 86 RM                                                                     | David Popovici            | 2004      | 17  | Roumanie                          | Championnats d'Europe (f)         | Rome                | 13 août 2022      |
| 46 s 71                                                                        | David Popovici            | 2004      | 21  | Roumanie                          | Championnats d'Europe (f)         | Samorin             | 29 juin 2025      |
| 46 s 51                                                                        | David Popovici            | 2004      | 21  | Roumanie                          | Championnats du monde (f)         | Singapour           | 31 juillet 2025   |

## Bassin de 25 mètres
| Temps      | Athlète         | Naissance | Âge | Nationalité | Compétition                | Lieu                | Date             |
| ---------- | --------------- | --------- | --- | ----------- | -------------------------- | ------------------- | ---------------- |
| 48 s 33    | Tommy Werner    | 1966      | 23  | Suède       |                            | Malmö               | 19 mars 1989     |
| 47 s 83 RM | Alexander Popov | 1971      | 23  | Russie      | Coupe du monde             | Hong Kong           | 1er janvier 1994 |
| 47 s 82 RM | Alexander Popov | 1971      | 23  | Russie      | Coupe du monde             | Pékin               | 5 janvier 1994   |
| 47 s 12 RM | Alexander Popov | 1971      | 23  | Russie      | Coupe du monde             | Desenzano del Garda | 12 mars 1994     |
| 46 s 74 RM | Alexander Popov | 1971      | 23  | Russie      | Coupe du monde             | Gelsenkirchen       | 19 mars 1994     |
| 46 s 64    | Duje Draganja   | 1983      | 21  | Croatie     | Championnats NCAA          | East Meadow         | 28 mars 2004     |
| 46 s 55    | Filippo Magnini | 1982      | 23  | Italie      | Championnats d'Europe      | Trieste             | 10 décembre 2005 |
| 46 s 52    | Filippo Magnini | 1982      | 23  | Italie      | Championnats d'Europe      | Trieste             | 10 décembre 2005 |
| 46 s 48    | Stefan Nystrand | 1981      | 26  | Suède       | Coupe du monde             | Stockholm           | 13 novembre 2007 |
| 45 s 83 RM | Stefan Nystrand | 1981      | 26  | Suède       | Coupe du monde (f)         | Berlin              | 17 novembre 2007 |
| 45 s 69 RM | Alain Bernard   | 1983      | 25  | France      | Championnats de France (f) | Angers              | 7 décembre 2008  |
| 45 s 12 RM | Amaury Leveaux  | 1985      | 23  | France      | Championnats d'Europe (d)  | Rijeka              | 12 décembre 2008 |
| 44 s 94 RM | Amaury Leveaux  | 1985      | 23  | France      | Championnats d'Europe (f)  | Rijeka              | 13 décembre 2008 |